# Gaudinia coarctata
Gaudinia coarctata — вид трав'янистих рослин з родини тонконогові (Poaceae), ендемік Азорських островів.

## Опис
Однорічна рослина. Стебла вертикальні або жорстко висхідні, 15–30 см завдовжки. Листові пластини довжиною 1–6.5 см, шириною 0.6–4 мм; верхівки верхівка загострені. Суцвіття складається з китиць. Китиця єдина, двостороння, 6–15 см завдовжки. Колосочки одиночні. Родючі колосочки сидячі, складаються з 3–5 родючих квіточок зі зменшеними квіточками на вершині. Колосочки клиноподібні, з боків стиснуті, довжиною 8–10 мм, падають цілком.

## Поширення
Ендемік Азорських островів (острови Корву, Санта-Марія, Сан-Мігел, Сан-Жорже, Піку, Терсейра, Фаял, Грасіоза).